# Озераны (Житковичский район)
Озераны (бел. Азяраны) — агрогородок, центр Озеранского сельсовета Житковичского района Гомельской области Беларуси.

## География

### Расположение
В 29 км на юг от районного центра и железнодорожной станции Житковичи (на линии Лунинец — Калинковичи), 262 км от Гомеля. На юге национальный парк «Припятский».

### Гидрография
На реке Сцвига (приток реки Припять).

## Транспортная сеть
Автомобильная дорога Туров — Лельчицы. Планировка состоит из 2-х разделённых канавой и автодорогой частей: западной (компактная застройка из 3 коротких улиц, которые составляют треугольник) и восточной (2 короткие почти широтной ориентации улицы, соединённые 2 поперечными короткими улицами). Застройка кирпичная и деревянная, усадебного типа. В 1987 году построена улица с 50 кирпичными домами коттеджного типа, в которых разместились преселенцы из загрязнённых радиацией в результате катастрофы на Чернобыльской АЭС мест.

## История
Обнаруженные археологами поселения раннего железного века и эпохи феодализма (в 0,6 км на юго-запад от агрогородка, на правом берегу реки) и поселение раннего железного века (в 1 км на северо-восток от агрогородка, в урочище Галечицкое Поле) свидетельствуют о заселении этих мест с давних времён. Согласно письменных источников известна с XVIII века как деревня в Мозырском повете Минского воеводства Великого княжества Литовского.
После 2-го раздела Речи Посполитой (1793 год) в составе Российской империи. Действовала Михайловская церковь (в ней сохранялись метрические книги с 1805 года). В 1811 году село. В 1834 году в составе Туровского казённого поместья. В 1859 году вместо ветхого построено новое деревянное здание церкви (не сохранилось). С 1857 года действовала церковно-приходская школа, которая размещалась в наёмном доме. В 1896 году работали ветряная мельница и водяная мельница. Согласно переписи 1897 года находились церковь, церковно-приходская школа, лесничество. В 1908 году в Туровской волости Мозырского уезда.
С 20 августа 1924 года центр Озеранского сельсовета Туровского, с 17 апреля 1962 года Житковичского района Мозырского округа (1924—1930,1935-1938 годы), с 20 февраля 1938 года Полесской, с 8 января 1954 года Гомельской областей. В 1929 году организован колхоз «1 Мая», работали лесничество, кузница и кирпичный завод. За успехи в развития общественного хозяйства колхоз в 1939 и 1940 годах был участником всесоюзной сельскохозяйственной выставки в Москве.
Во время Великой Отечественной войны немецкие войска в конце июля 1941 года захватили деревню, но 4 августа 1941 года партизаны совместно с подразделением Красной армии в результате налёта вынудили их отступить. Немецкие оккупанты в августе 1941 года сожгли 129 дворов и убили 30 жителей. Действовала подпольная организация. В боях за освобождение деревни погибли 185 советских солдат (похоронены в братской могиле в центре агрогородка). 53 жителя погибли на фронте. Согласно переписи 1959 года центр колхоза «Советская Беларусь». Действуют  комбинат бытового обслуживания, средняя школа (новое кирпичное здание построено в 1990 году), Дом культуры, библиотека, амбулатория, ветеринарный участок, отделение связи, 3 магазина, чайная, детский ясли-сад.

## Население

### Численность
- 2004 год — 252 хозяйства, 577 жителей.

### Динамика
- 1811 год — 38 дворов.
- 1816 год — 183 жителя.
- 1834 год — 43 двора, 214 жителей.
- 1897 год — 57 дворов 372 жителя (согласно переписи).
- 1908 год — 62 двора, 433 жителя.
- 1917 год — 568 жителей.
- 1925 год — 90 дворов.
- 1940 год — 130 дворов.
- 1959 год — 645 жителей (согласно переписи).
- 2004 год — 252 хозяйства, 577 жителей.

## Культура
- Дом культуры

## События и мерприятия
- Народный праздник «Купалле» (6 июля 2025).